# ککو زالونه
کِـکو زالونه (ایتالیایی: Checco Zalone؛ زادهٔ ۳ ژوئن ۱۹۷۷) یک بازیگر و کارگردان فیلم اهل ایتالیا است.
از فیلم‌ها یا مجموعه‌های تلویزیونی که وی در آن‌ها نقش داشته‌است، می‌توان به چه روز زیبایی و تولو تولو اشاره نمود.